# Asamblea Nacional (Hungría)
La Asamblea Nacional (en húngaro: Országgyűlés), antiguamente denominada Dieta es el órgano colegiado unicameral que ejerce el poder legislativo de Hungría, está integrada por 199 miembros electos por período de 4 años. La jefatura de Gobierno es responsabilidad de este órgano, László Kövér es el actual presidente de la Asamblea Nacional.

## Atribuciones
- Voto para la aceptación del programa de gobierno.
- Elección del presidente de la República, primer ministro, presidente de la Corte Suprema, miembros de la Corte Constitucional, parlamentarios para el Ombudsmen o defensoría del pueblo, entre otros.
- Concluir los tratados internacionales de trascendental importancia.
- Decidir sobre la declaración de guerra y paz.
- Declaración del estado de emergencia o crisis.
- Llamar a referéndum nacional.
- Decidir sobre la continuación de la legislación.
- Control sobre el gobierno.

## Composición actual
| Grupos parlamentarios en la Asamblea Nacional desde 2022                  |                           |                       |         | |         |
| Coalición                                                                 | Coalición                 | Líder                 | Escaños | Partido/s                                                                                           | Escaños |
|                                                                           | Fidesz                    | Viktor Orban          | 135     | Fidesz-Unión Cívica Húngara Fidesz - Magyar Polgári Szövetség                                       | 116     |
| Partido Popular Demócrata Cristiano Kereszténydemokrata Néppárt, KDNP     | Fidesz                    | Viktor Orban          | 135     | 19                                                                                                  |         |
|                                                                           | Unidos Egységben          | Péter Márki-Zay       | 57      | Coalición Democrática Demokratikus Koalíció, DK                                                     | 15      |
| Movimiento Momentum Momentum Mozgalom (Momentum)                          | Unidos Egységben          | Péter Márki-Zay       | 57      | 10                                                                                                  |         |
| Partido Socialista Húngaro Magyar Szocialista Párt, MSZP                  | Unidos Egységben          | Péter Márki-Zay       | 57      | 10                                                                                                  |         |
| Movimiento por una Hungría Mejor Jobbik Magyarországért Mozgalom (Jobbik) | Unidos Egységben          | Péter Márki-Zay       | 57      | 8                                                                                                   |         |
| Diálogo por Hungría Párbeszéd Magyarországért, PM                         | Unidos Egységben          | Péter Márki-Zay       | 57      | 6                                                                                                   |         |
| La Política Puede Ser Diferente Lehet Más a Politika, LMP                 | Unidos Egységben          | Péter Márki-Zay       | 57      | 5                                                                                                   |         |
| independientes                                                            | Unidos Egységben          | Péter Márki-Zay       | 57      | 3                                                                                                   |         |
|                                                                           | Movimiento Nuestra Patria | László Toroczkai      | 6       | Movimiento Nuestra Patria Mi Hazánk Mozgalom (MHM)                                                  | 6       |
|                                                                           | MNOÖ                      | Ibolya Hock-Englender | 1       | Autogobierno Nacional de los Alemanes en Hungría Magyarországi Németek Országos Önkormányzata, MNOÖ | 1       |